# Paradosso della catena di negozi
Il paradosso della catena di negozi, noto anche come paradosso di Selten è un paradosso della teoria dei giochi.
Il paradosso parte dalla supposizione che vi sia un'impresa Incumbent monopolista, questa opera su più mercati e su ciascuno dei singoli mercati deve fronteggiare in maniera sequenziale dei potenziali entranti. Gli entranti faranno il loro ingresso uno alla volta.
Si suppone inoltre che l'Incumbent sia debole e cioè che abbia lo stesso grado di efficienza dell'entrante, non potrà quindi fissare dei prezzi inferiori all'entrante senza supportare delle perdite.
Il gioco viene ripetuto per un numero finito di periodi, quindi in un numero finito di negozi.
Essendoci perfetta informazione l'entrante sa che l'Incumbent è debole ed entrerà sul mercato. Consideriamo ora il gioco partendo dall'ultimo periodo, all'impresa Incumbent non converrà essere aggressiva, perché non ci sarà in un periodo successivo un ulteriore negozio da proteggere, sapendo questo l'Entrante entrerà sul mercato, a questo punto all'impresa Incumbent non converrà neanche reagire aggressivamente nel penultimo periodo e così via a ritroso fino al primo periodo.
Il risultato del gioco è quindi che la predazione non esiste, risultato che lo stesso Selten definì: "Paradosso".